# Lista monumentelor istorice din județul Brașov - P

Simbol pentru monumentele istorice

Lista monumentelor istorice din județul Brașov - P cuprinde monumentele istorice înscrise în Patrimoniul cultural național al României și aflate în localități ce încep cu litera P din județul Brașov.
Lista completă este menținută și actualizată periodic de către Ministerul Culturii, Cultelor și Patrimoniului Național din România, prin intermediul Institutului Național al Patrimoniului, ultima versiune datând din 2015. Această listă cuprinde și actualizările ulterioare, realizate prin ordin al ministrului culturii.
| Cod LMI                               | Denumire                                                                              | Localitate                                | Localizare                                                                | Datare, Creatori        | Imagine               | Erori             |
| ------------------------------------- | ------------------------------------------------------------------------------------- | ----------------------------------------- | ------------------------------------------------------------------------- | ----------------------- | --------------------- | ----------------- |
| BV-II-a-B-11743                       | Mănăstirea Predeal                                                                    | oraș Predeal                              | Str. Mănăstirii 12 45.48806°N 25.56862°E                                  | sec. XIX                | Alte imagini          | Raportează eroare |
| BV-II-m-B-11743.01                    | Biserica „Nașterea Maicii Domnului”                                                   | oraș Predeal                              | Str. Mănăstirii 12                                                        | 1835                    | Încarcă foto \| video | Raportează eroare |
| BV-II-m-B-11743.02                    | Biserica „Sf. Nicolae”                                                                | oraș Predeal                              | Str. Mănăstirii 12                                                        | 1819                    |                       | Raportează eroare |
| BV-II-m-B-11743.03                    | Chilii                                                                                | oraș Predeal                              | Str. Mănăstirii 12                                                        | sec. XIX                | Încarcă foto \| video | Raportează eroare |
| BV-II-m-B-11743.04                    | Casă parohială                                                                        | oraș Predeal                              | Str. Mănăstirii 12                                                        | sec. XIX                | Încarcă foto \| video | Raportează eroare |
| BV-II-m-B-11743.05                    | Turn-clopotniță                                                                       | oraș Predeal                              | Str. Mănăstirii 12                                                        | sec. XIX                |                       | Raportează eroare |
| BV-II-m-A-11739 (RAN: 41890.02)       | Biserica „Sf. Arhangheli”                                                             | sat Perșani; comuna Șinca                 | 3                                                                         | 1704                    | Alte imagini          | Raportează eroare |
| BV-II-m-B-11740                       | Casă                                                                                  | sat Perșani; comuna Șinca                 | 163                                                                       | sec. XIX                | Încarcă foto \| video | Raportează eroare |
| BV-II-a-A-11741                       | Gospodărie cu ocol                                                                    | sat Perșani; comuna Șinca                 | 272                                                                       | sec. XIX                | Încarcă foto \| video | Raportează eroare |
| BV-II-a-A-11742                       | Ansamblul bisericii „Nașterea Sf. Ioan Botezătorul”                                   | sat Poiana Mărului; comuna Poiana Mărului | 20                                                                        | sec. XVIII - XIX        | Încarcă foto \| video | Raportează eroare |
| BV-II-m-A-11742.01 (RAN: 41630.02)    | Biserica „Nașterea Sf. Ioan Botezătorul”                                              | sat Poiana Mărului; comuna Poiana Mărului | 20                                                                        | 1707 - 1777             | Încarcă foto \| video | Raportează eroare |
| BV-II-m-A-11742.02                    | Casă parohială                                                                        | sat Poiana Mărului; comuna Poiana Mărului | 20                                                                        | 1892                    | Încarcă foto \| video | Raportează eroare |
| BV-II-s-A-11744 (RAN: 41676.13)       | Situl rural Prejmer                                                                   | sat Prejmer; comuna Prejmer               | sit delimitat cf. avizului de clasare 807/E/1998 al Ministerului Culturii | sec. XIII-XIX           |                       | Raportează eroare |
| BV-II-m-B-11752                       | Casă                                                                                  | sat Prejmer; comuna Prejmer               | str. Brașovului 57                                                        | sec. XVIII-înc.sec. XIX | Încarcă foto \| video | Raportează eroare |
| BV-II-m-B-11749                       | Casă                                                                                  | sat Prejmer; comuna Prejmer               | str. Cenușii 105                                                          | sec. XIX                | Încarcă foto \| video | Raportează eroare |
| BV-II-a-A-11745 (RAN: 41676.12)       | Ansamblul bisericii evanghelice fortificate                                           | sat Prejmer; comuna Prejmer               | str. Mare 2 45.72167°N 25.77361°E                                         | sec. XIII-XIX           | Alte imagini          | Raportează eroare |
| BV-II-m-A-11745.01 (RAN: 41676.12.02) | Biserica evanghelică                                                                  | sat Prejmer; comuna Prejmer               | str. Mare 2 45.72006°N 25.76987°E                                         | înc. sec. XIII-sec. XVI |                       | Raportează eroare |
| BV-II-m-A-11745.02 (RAN: 41676.12.01) | Incintă interioară, cu patru turnuri, acces fortificat și camere pentru provizii      | sat Prejmer; comuna Prejmer               | str. Mare 2                                                               | sec. XV - XVI           |                       | Raportează eroare |
| BV-II-m-A-11745.03 (RAN: 41676.12.03) | Incintă exterioară                                                                    | sat Prejmer; comuna Prejmer               | str. Mare 2                                                               | sec. XVI                |                       | Raportează eroare |
| BV-II-m-A-11745.04 (RAN: 41676.12.04) | Barbacană (curtea primăriei), cu camere de provizii, anexe                            | sat Prejmer; comuna Prejmer               | str. Mare 2                                                               | sec. XVI - XVII         |                       | Raportează eroare |
| BV-II-m-A-11745.05 (RAN: 41676.12.05) | Zwinger (curtea brutarilor), anexe                                                    | sat Prejmer; comuna Prejmer               | str. Mare 2                                                               | sec. XVIII              |                       | Raportează eroare |
| BV-II-m-A-11745.06                    | Galerie cu arcade                                                                     | sat Prejmer; comuna Prejmer               | str. Mare 2                                                               | 1856                    |                       | Raportează eroare |
| BV-II-m-A-11746                       | Școala confesională evanghelică (trei corpuri în incintă comună), azi școală generală | sat Prejmer; comuna Prejmer               | str. Mare 8-10                                                            | 1846 - 1848             |                       | Raportează eroare |
| BV-II-m-B-11747                       | Casă                                                                                  | sat Prejmer; comuna Prejmer               | str. Mare 586                                                             | sec. XVIII              | Încarcă foto \| video | Raportează eroare |
| BV-II-m-A-11750 (RAN: 41676.11)       | Biserica „Sf. Apostoli Petru și Pavel”                                                | sat Prejmer; comuna Prejmer               | str. Pajiștei 1043                                                        | 1791                    | Alte imagini          | Raportează eroare |
| BV-II-m-A-11748                       | Casă                                                                                  | sat Prejmer; comuna Prejmer               | str. Pompierilor 13                                                       | 1777, ref. înc.sec. XX  |                       | Raportează eroare |
| BV-II-m-B-11751                       | Casă                                                                                  | sat Prejmer; comuna Prejmer               | Str. Brașovului 56                                                        | 1830,1929               | Încarcă foto \| video | Raportează eroare |
| BV-III-m-B-11861                      | Monumentul poetului Mihai Săulescu                                                    | oraș Predeal                              | D.N.1, la ieșirea spre Timiș                                              | 1924                    | Încarcă foto \| video | Raportează eroare |
| BV-III-m-B-11862                      | Monumentul Eroilor Ceferiști                                                          | oraș Predeal                              | Parcul Central                                                            | sec. XX                 |                       | Raportează eroare |
| BV-IV-m-A-11742.03                    | Cruce de piatră, în curtea bisericii „Nașterea Sf. Ioan Botezătorul”                  | sat Poiana Mărului; comuna Poiana Mărului | 20                                                                        | 1700                    | Încarcă foto \| video | Raportează eroare |